# Watershed (album d'Opeth)
Pour les articles homonymes, voir Watershed.
Albums de Opeth
The Roundhouse Tapes
(2007) Heritage
(2011)
Watershed est le neuvième album studio du groupe de death metal progressif suédois Opeth et est sorti en juin 2008.

## Liste des pistes
1. Coil (Åkerfeldt) — 3:10
2. Heir Apparent (Åkerfeldt) — 8:50
3. The Lotus Eater (Åkerfeldt) — 8:50
4. Burden (Åkerfeldt) — 7:41
5. Porcelain Heart (Åkerfeldt, Åkesson) — 8:00
6. Hessian Peel (Åkerfeldt) — 11:26
7. Hex Omega (Åkerfeldt) — 7:00
8. Derelict Herds (Åkerfeldt, Wiberg); 6:33 (édition spéciale seulement)
9. Bridge of Sighs (reprise de Robin Trower) — 6:00 (édition spéciale seulement)
10. Den ständiga resan (reprise de Marie Fredriksson) — 4:12 (édition spéciale seulement)

On parle également d'une reprise du morceau Would? du groupe Alice in Chains, qui devra sortir sur une seconde édition collector avec un DVD.

## Personnel
- Mikael Åkerfeldt – voix, guitare électrique
- Fredrik Åkesson – guitare électrique
- Martín Mendez – guitare basse
- Martin Axenrot – batterie, percussion
- Per Wiberg – synthétiseur
- Nathalie Lorichs – voix sur « Coil »